# 塞登博伊斯
塞登博伊斯（英語：Theydon Bois，發音：/ˌθeɪdən ˈbɔɪz/ 或 /-ˈbɔɪs/）是位于英国埃塞克斯郡埃平森林區的村庄和民政教區。坐落於埃平以南1英里（1.6）、劳顿東北1英里（1.6）以及哈洛以南6英里（9.7）。2011年人口4,062。 
位于艾坪森林的边缘的塞登博伊斯位于M25高速公路（倫敦外環公路）内，靠近其与M11高速公路的交汇处。倫敦地鐵中央线上的塞登博伊斯站就位于此地。當地有一所小学——塞登博伊斯县立小学。